# باکره‌های وستال

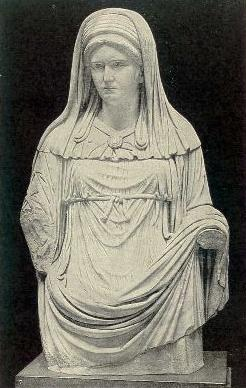
مجسمه‌ای که توصیف رمی‌ها از یک وستال را نشان می‌دهد

در دین روم باستان یا باکره‌های وستال، که گاهی وستال‌ها یا وستالیس نیز خوانده شده‌اند، متشکل از شش کاهن زن بودند. وستال‌ها به نوبت بر آتشگاه معبد وستا نظارت می‌کردند، به طوری که حداقل یک وستال همیشه در آنجا مستقر بود. نهاد وستال‌ها، در رم باستان آنقدر اهمیت داشت که آن را به عنوان موضوعی اساسی برای ادامه حیات و امنیت رم در نظر گرفته بودند، و این منوط به آن بود که وستال‌ها در جهت نگاهبانی آتش مقدس و پرورش آن تلاش کنند و اجازه ندهند که این آتش از میان برود. وستال‌ها از تعهدات معمول اجتماعی، اعم ازدواج و بچه دار شدن آزاد بودند، اما در عوض ناگزیر به رعایت نذر یا عهدی در ارتباط با عفت و خویشتن داری می‌شدند و ملزم می‌شدند که زندگی خویش را به مطالعه و رعایت صحیح آداب و رسوم و آیین‌های مقرر ایالتی اختصاص بدهند. اینها محدودیت‌هایی بودند که در مورد نهادهای مذهبی مربوط به پسران کاهن وجود نداشتند.

## ویژگی‌ها
در ایام بسیار کهن رم، [و شاید تحت تأثیر فرهنگ و دین ایران که در آن آتش، مقدس تلقی می‌شد و نگاهبانی آتش از وظایف مقدس بود]، ضرورت حفظ و نگهداری دائمی آتش، به صورت وظیفه‌ای مقدس درآمد که در ابتدا پادشاه مسئول اصلی آن بود. این وظیفه بعدها بر عهدهٔ دختران پادشاه گذاشته شد، زیرا مهم‌تر و بعدها مقدس‌تر از آن بود که به غلامان سپرده شود.
بنابراین در روزگاران بعد، آتش نه تنها در خانه‌های رمی همچون عملی دینی و پرستشی، همیشه روشن نگه داشته می‌شد، بلکه یک آیین رسمی هم وجود داشت که در آن، از یک آتشدان مقدس و شاهانه توسط دختر جوانی از خانواده‌های ممتاز، مراقبت و نگهداری می‌شد. دختران ممتازی که وظیفه مراقبت و نگهبانی از آتشدان مقدس را عهده‌دار می‌شدند، [به افتخار وستا]، به نام باکره‌ها یا دوشیزگان وستال شناخته می‌شدند.
بخش بزرگی از تاریخ رم، به نیایش وستا و نگهداری آتش جاودان [همان آتش مقدس] او، توسط وستال‌ها یا کاهنه‌های وستا اختصاص داشت.

## انتخاب وستال‌ها

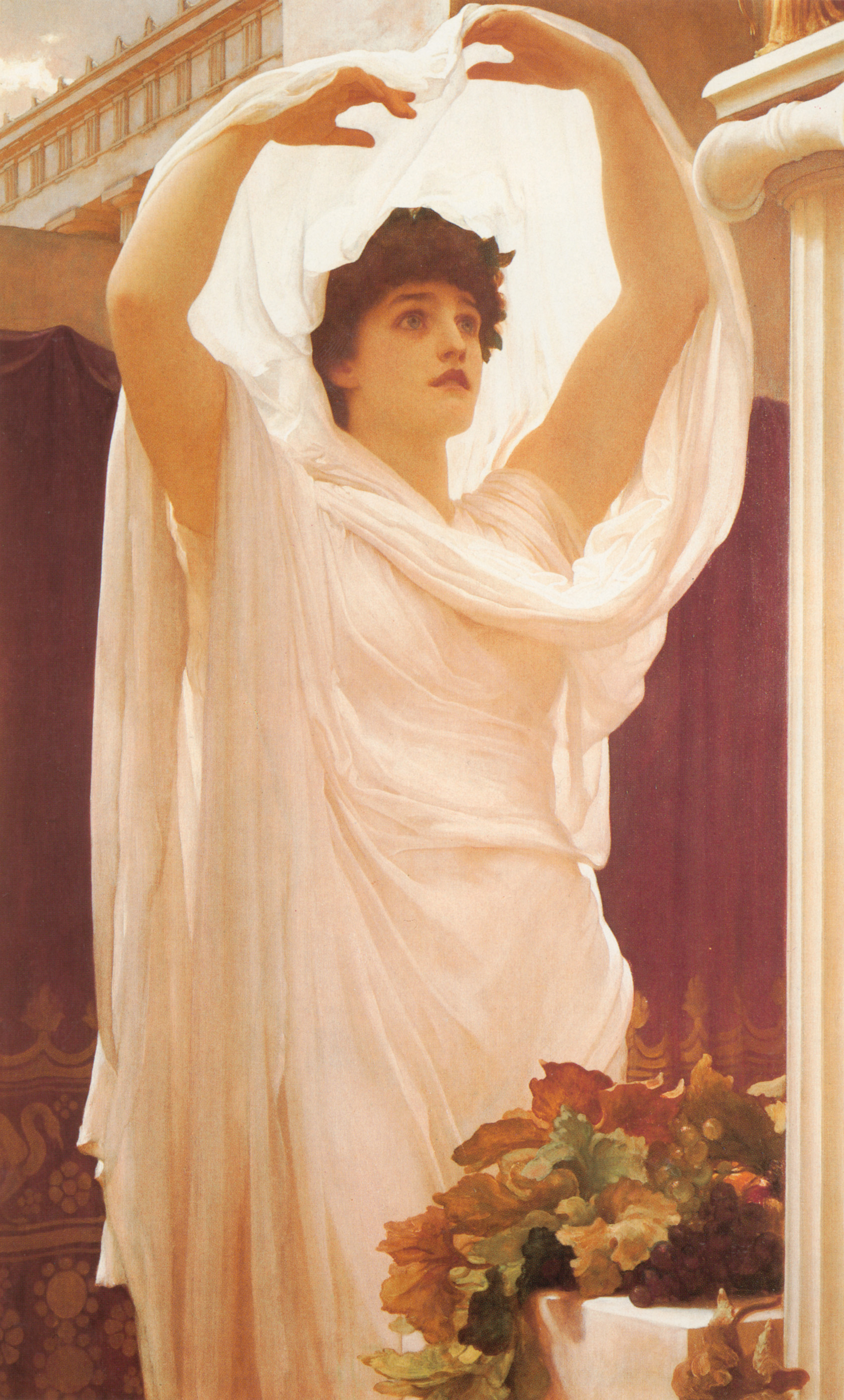
تصوری که از یک وستال در قرن نوزدهم میلادی وجود داشت، اثری از فردریک لایتون

در زمان حکومت جمهوری روم، وستال‌ها [با رعایت مقررات پیش گفته، از جمله دوشیزه بودن دختر و تعلقش به خاندانهای ممتاز رومی]، از طرف پونتیفکس ماکسیموس، که کاهن اعظم ژوپیتر محسوب می‌شد، انتخاب می‌شدند. این کاهن در واقع بدین طریق وظیفه‌ای را بر عهده داشت که قبلاً [چنان‌که گفته شد] جزو وظایف پادشاهان بود.
دوشیزگان وستال در سن شش تا ده سالگی وارد خدمت ایزدبانو وستا می‌شدند. ابتدا تعدادشان دو نفر و بعدها شش نفر بود و مدت خدمتشان از پنج سال در ایام اولیه تا سی سال در دوران متأخر، متفاوت بود.
پونتیفکس ماکسیموس، بر زندگی دوشیزگان وستال تسلط مطلق داشت و می‌توانست به خاطر هر گناهی، آنها را به مجازات مرگ محکوم کند. از جمله می‌توانست به خاطر گناه شکستن عهد و سوگند بکارت، فرمان زنده به گور کردن آنها را صادر کند.

## وظایف وستال‌ها
وظایف وستال‌ها علاوه بر نگهداری و مراقبت از آتش مقدس، موارد دیگری را نیز در بر می‌گرفت. از جمله آوردن آب از چشمه مقدس، آماده‌سازی خوراکی‌های مقدس، نگهبانی از اشیاء مقدس، و برپایی مراسم و مناسک روزانه آیینی در معبد وستا، همگی جزو وظایف آنان محسوب می‌شد.

## نقش وستال‌ها

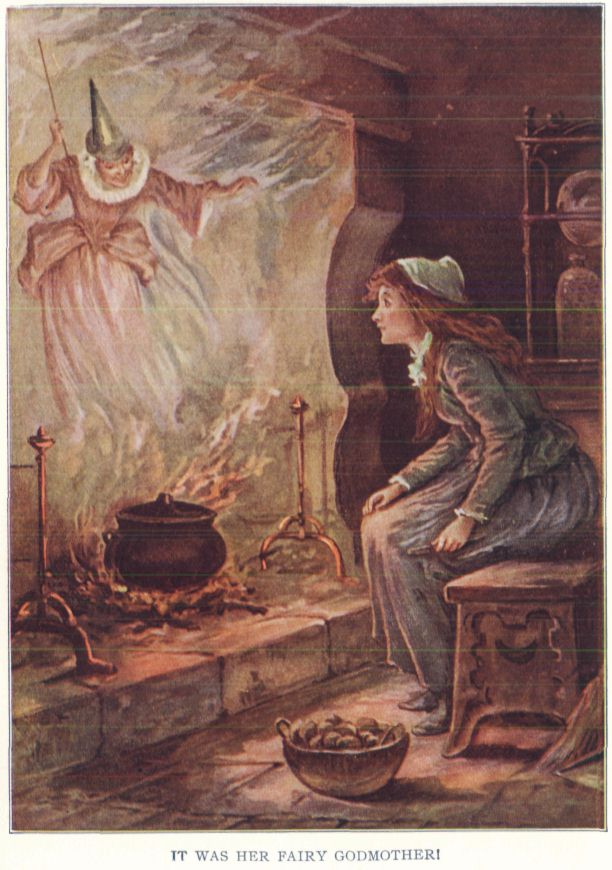
سیندرلا در کنار یک اجاق یا آتشدان خانگی، با فرشته نجات خویش دیدار می‌کند.

وستال‌ها در زندگی مردم از نقش مهمی برخوردار بودند و از جمله در تئاتر جای ویژه‌ای به آنها اختصاص داشت. معابد وستال‌ها، جایگاه برآورده شدن آرزوها بود. اگر کاهنه‌ای از کاهنه‌های وستال مورد تجاوز قرار می‌گرفت، هم مجرم متجاوز و هم خود کاهنه (وستال)، به مرگی مخوف گرفتار می‌گردیدند و هر دوی آنها را زنده زنده مدفون می‌ساختند. البته وستا در برخی موارد بیگناهان را نجات می‌داد.
اهمیت این کاهنه‌ها از آنجاست که دین ابتدایی رومی دینی خانوادگی بود، دینی که در رأس آن رئیس خانواده قرار داشت و رئیس خانواده با رفاه خانواده و مزرعه آنان پیوند داشت. این کیش، افراد خانواده و همه آنچه را که با سود آنان سر و کار داشت، در بر می‌گرفت و از اخلاقی بدوی برخوردار بود. در این کیش کانون هر خانواده، خانه و کانون هر خانه، اجاق خانه بود. اساساً واژه لاتین کانون Canon به معنی آتشدان یا اجاق است.
نگهداری آتش در خانه‌ها، همیشه به عهده دختران ازدواج ناکرده بود که بهترین نمود و مثال آن را می‌توان سیندرلا دانست.
اینکه نگهداری آتش را در خانه‌ها و بر عهده دختران باکره می‌نهادند، [علاوه بر اینکه از نقش وستال‌ها در نگاهبانی آتش الهام گرفته شده بود]، بدان دلیل بود که مردان در خارج از خانه و زنان در خانه به کار بافندگی اشتغال داشتند. علاوه بر این، نومن خانه، آتشدان یا اجاق آن بود که ماده در نظر گرفته می‌شد.

## تأثیر در فرهنگ معاصر
نام بعضی از شهرهای جهان از ترکیبات نام این پرستندگان ایجاد شده‌است. از جمله آن شهر وستال در ایالت نیویورک آمریکا است.

## نگارخانه

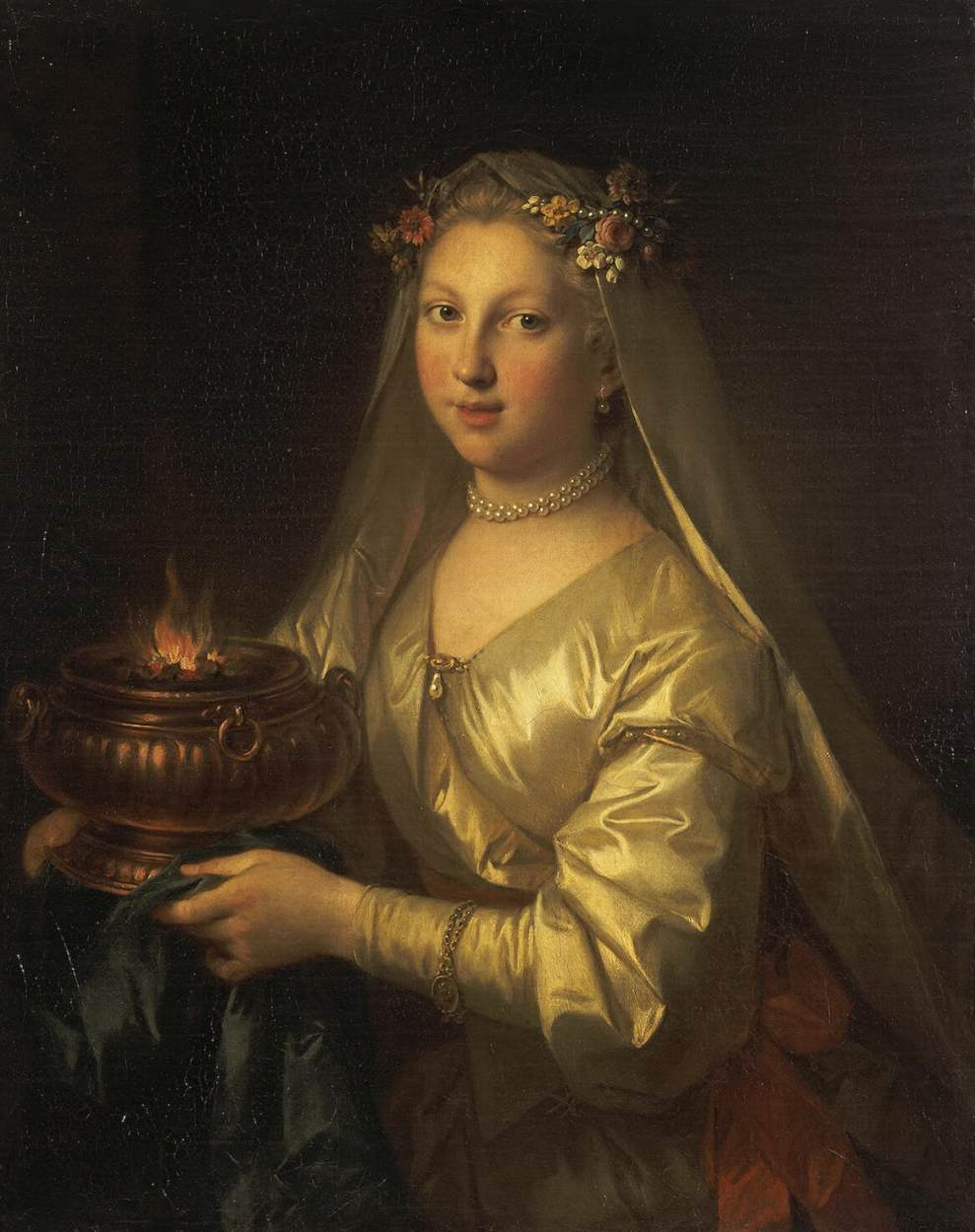
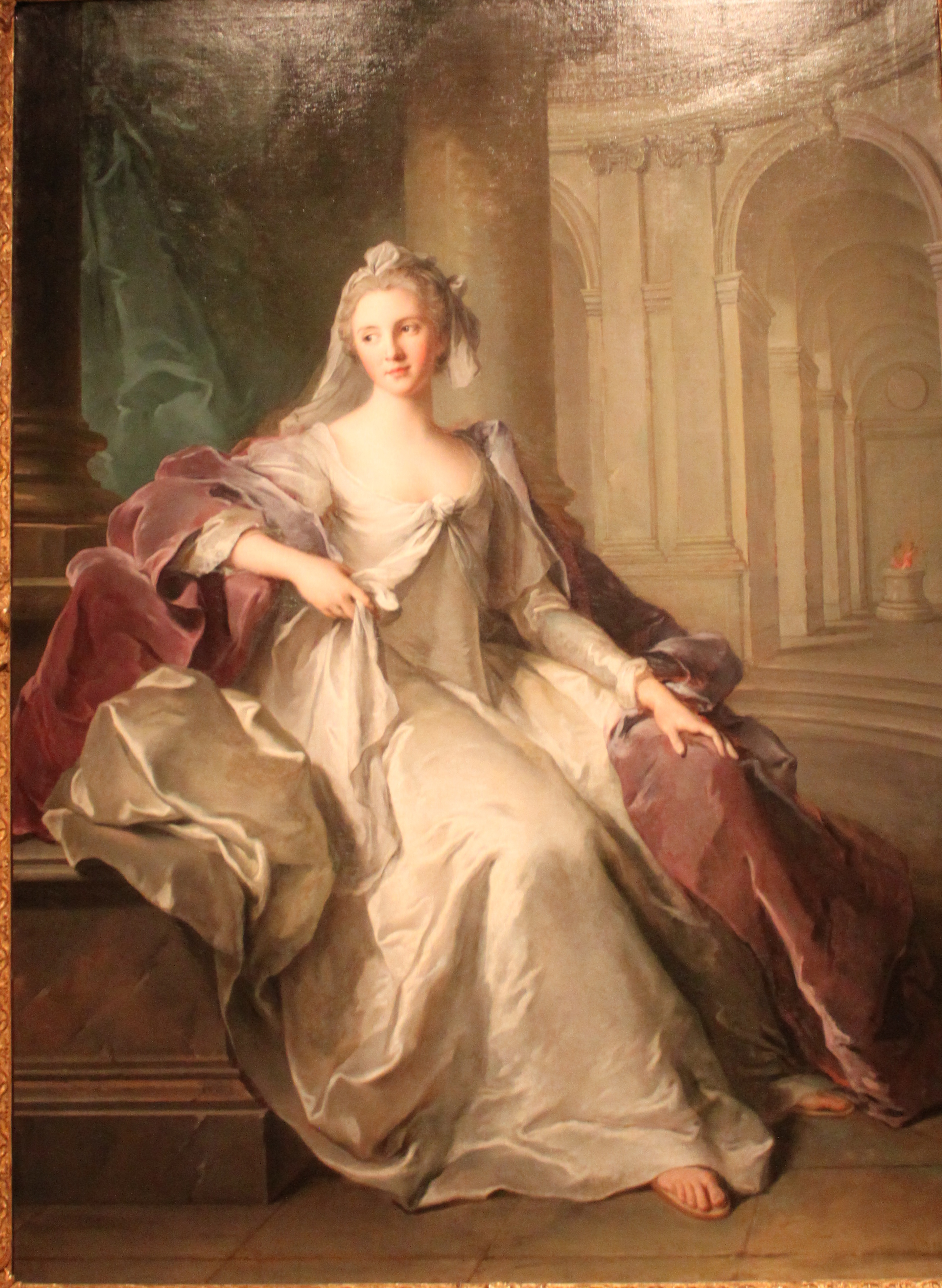
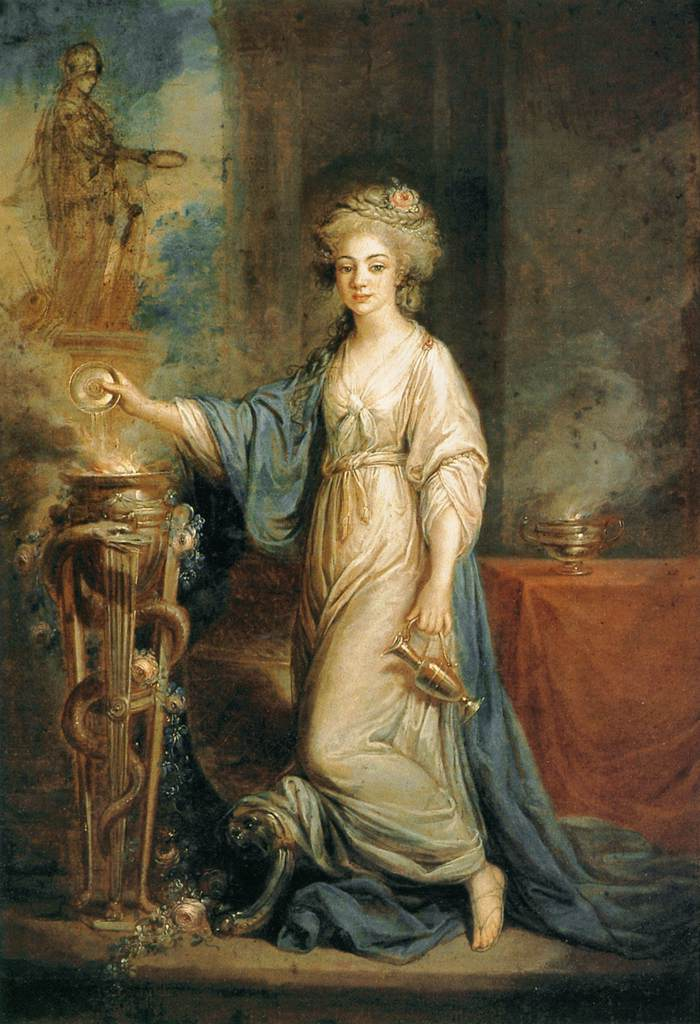
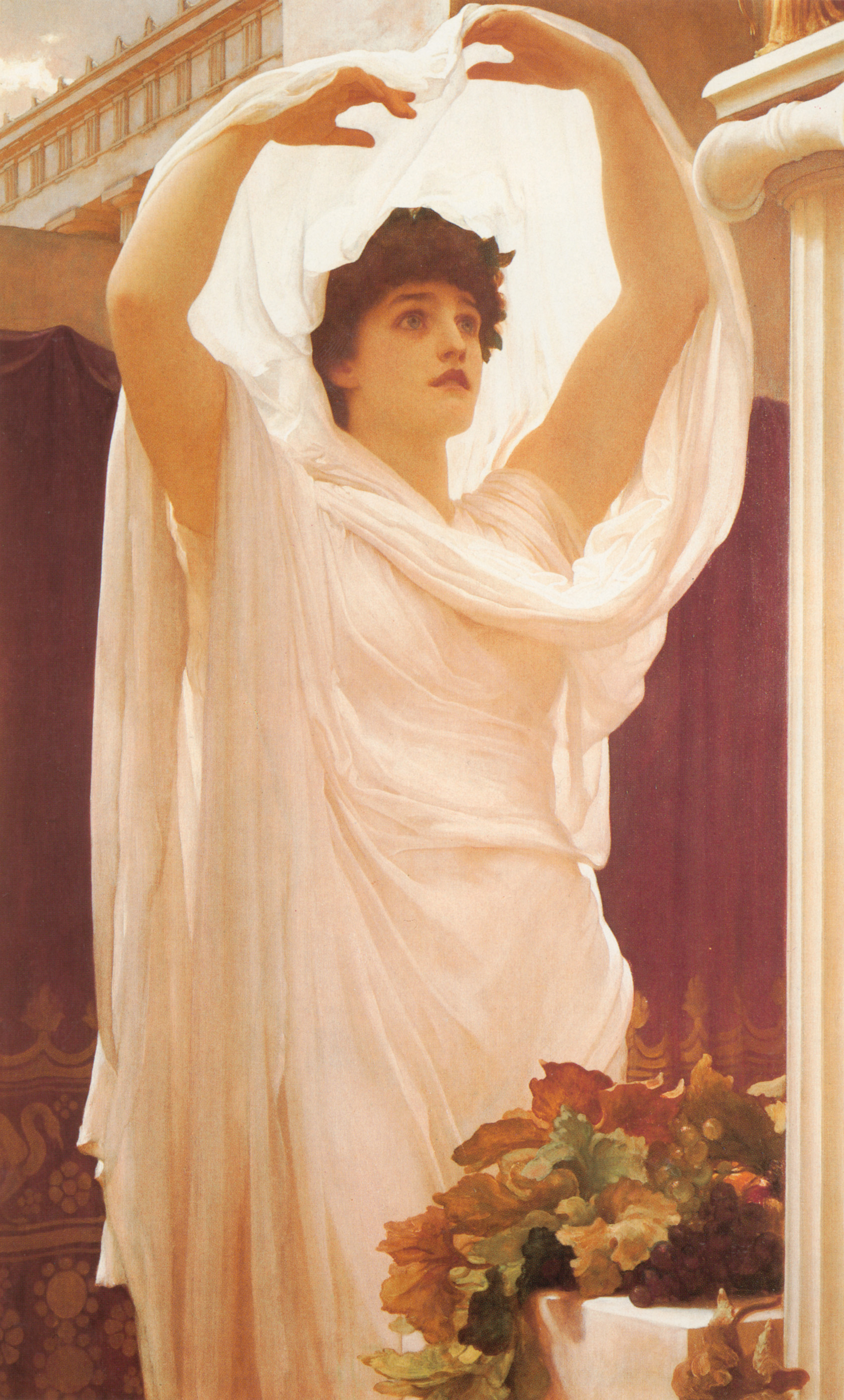